# Dário Essugo
Dário Cassia Luís Essugo (Lisboa, 14 de marzo de 2005) es un futbolista portugués. Juega de pivote y su equipo actual es el Chelsea Football Club de la Premier League, máxima categoría del fútbol inglés.

## Trayectoria
Debutó como profesional el 20 de marzo de 2021 en Sporting Club de Portugal, el entrenador Rúben Amorim lo mandó a jugar los minutos finales para enfrentar a Vitória de Guimarães en la fecha 24 del campeonato nacional y ganaron 1-0 en el Estadio José Alvalade. Disputó sus primer encuentro con 16 años recién cumplidos, utilizó el dorsal número 84 y se convirtió en el futbolista más joven de la historia del Sporting de Lisboa, incluso jugó con los profesionales antes de tener minutos con la reserva o la sub-23 del club.
El 31 de enero de 2024 fue cedido al Grupo Desportivo de Chaves para tener rodaje hasta mitad de año. Tras 14 partidos con Chaves volvió a Sporting para hacer la pretemporada 2024-25, llegó a jugar dos partidos de la Primeira Liga, pero el 30 de agosto de 2024 fue cedido de nuevo, esta vez a la U. D. Las Palmas de la Primera División de España.
El 20 de marzo de 2025 se hizo oficial su traspaso al Chelsea F. C. para la temporada 2025-26, por un valor de 22 millones de euros.
Con Las Palmas fue titular casi toda la temporada, jugó 27 partidos y convirtió 1 gol, pero descendieron de categoría al finalizar en la anteúltima posición de la tabla.
Fue convocado para jugar el Mundial de Clubes con Chelsea. Debutó con el club inglés el 16 de junio de 2025, ingresó en los minutos finales del primer partido del grupo para enfrentar a Los Angeles y ganaron 2-0. Llegaron hasta la final del certamen, instancia en la que se impusieron frente a PSG por 3-0 y se coronaron campeones. Essugo participó en 3 cotejos.

## Selección nacional
Ha sido internacional con la selección de Portugual en las categorías sub-15, sub-16, sub-17, sub-18, sub-19, sub-20 y sub-21.
Debutó con la selección el 27 de abril de 2019, en una victoria contra Macedonia del Norte por 2-0 durante un torneo internacional sub-15 amistoso realizado en Italia.

## Estadísticas

### Clubes
Actualizado al último partido citado el 5 de julio de 2025.
| Club                      | Div.          | Temporada     | Liga  | Liga  | Liga   | Copas nacionales | Copas nacionales | Copas nacionales | Copas internacionales | Copas internacionales | Copas internacionales | Total | Total | Total  |
| Club                      | Div.          | Temporada     | Part. | Goles | Asist. | Part.            | Goles            | Asist.           | Part.                 | Goles                 | Asist.                | Part. | Goles | Asist. |
| ------------------------- | ------------- | ------------- | ----- | ----- | ------ | ---------------- | ---------------- | ---------------- | --------------------- | --------------------- | --------------------- | ----- | ----- | ------ |
| Sporting C. P. Portugal   | 1.ª           | 2020-21       | 1     | 0     | 0      | -                | -                | -                | -                     | -                     | -                     | 1     | 0     | 0      |
| Sporting C. P. Portugal   | 1.ª           | 2021-22       | 1     | 0     | 0      | 0                | 0                | 0                | 1                     | 0                     | 0                     | 2     | 0     | 0      |
| Sporting C. P. Portugal   | 1.ª           | 2022-23       | 4     | 0     | 0      | 3                | 0                | 0                | 3                     | 0                     | 0                     | 10    | 0     | 0      |
| Sporting C. P. Portugal   | 1.ª           | 2023-24       | 4     | 0     | 0      | 5                | 0                | 0                | 1                     | 0                     | 0                     | 10    | 0     | 0      |
| Sporting C. P. Portugal   | Total club    | Total club    | 10    | 0     | 0      | 8                | 0                | 0                | 5                     | 0                     | 0                     | 23    | 0     | 0      |
| G. D. Chaves Portugal     | 1.ª           | 2023-24       | 14    | 0     | 0      | -                | -                | -                | —                     | —                     | —                     | 14    | 0     | 0      |
| G. D. Chaves Portugal     | Total club    | Total club    | 14    | 0     | 0      | 0                | 0                | 0                | 0                     | 0                     | 0                     | 14    | 0     | 0      |
| Sporting C. P. Portugal   | 1.ª           | 2024-25       | 2     | 0     | 0      | -                | -                | -                | -                     | -                     | -                     | 2     | 0     | 0      |
| Sporting C. P. Portugal   | Total club    | Total club    | 12    | 0     | 0      | 8                | 0                | 0                | 5                     | 0                     | 0                     | 25    | 0     | 0      |
| U. D. Las Palmas · España | 1.ª           | 2024-25       | 27    | 1     | 0      | 0                | 0                | 0                | —                     | —                     | —                     | 27    | 1     | 0      |
| U. D. Las Palmas · España | Total club    | Total club    | 27    | 1     | 0      | 0                | 0                | 0                | 0                     | 0                     | 0                     | 27    | 1     | 0      |
| Chelsea F. C. Inglaterra  | 1.ª           | 2024-25       | -     | -     | -      | -                | -                | -                | 3                     | 0                     | 0                     | 3     | 0     | 0      |
| Chelsea F. C. Inglaterra  | 1.ª           | 2025-26       | 0     | 0     | 0      | -                | -                | -                | -                     | -                     | -                     | 0     | 0     | 0      |
| Chelsea F. C. Inglaterra  | Total club    | Total club    | 0     | 0     | 0      | 0                | 0                | 0                | 3                     | 0                     | 0                     | 3     | 0     | 0      |
| Total carrera             | Total carrera | Total carrera | 53    | 1     | 0      | 8                | 0                | 0                | 8                     | 0                     | 0                     | 69    | 1     | 0      |
| 1. 2.                     |               |               |       |       |        |                  |                  |                  |                       |                       |                       |       |       |        |

### Selección
Actualizado al último partido citado el 21 de marzo de 2025.
| Selección         | Temporada         | Continental | Continental | Continental | Mundial | Mundial | Mundial | Amistosos | Amistosos | Amistosos | Total | Total | Total  |
| Selección         | Temporada         | Part.       | Goles       | Asist.      | Part.   | Goles   | Asist.  | Part.     | Goles     | Asist.    | Part. | Goles | Asist. |
| ----------------- | ----------------- | ----------- | ----------- | ----------- | ------- | ------- | ------- | --------- | --------- | --------- | ----- | ----- | ------ |
| Sub-15 Portugal   | 2019              | —           | —           | —           | —       | —       | —       | 5         | 0         | 0         | 5     | 0     | 0      |
| Sub-15 Portugal   | Total sel.        | 0           | 0           | 0           | 0       | 0       | 0       | 5         | 0         | 0         | 5     | 0     | 0      |
| Sub-16 Portugal   | 2019              | —           | —           | —           | —       | —       | —       | 9         | 0         | 0         | 9     | 0     | 0      |
| Sub-16 Portugal   | Total sel.        | 0           | 0           | 0           | 0       | 0       | 0       | 9         | 0         | 0         | 9     | 0     | 0      |
| Sub-17 Portugal   | 2021-22           | 5           | 1           | 0           | —       | —       | —       | -         | -         | -         | 5     | 1     | 0      |
| Sub-17 Portugal   | Total sel.        | 5           | 1           | 0           | 0       | 0       | 0       | 0         | 0         | 0         | 5     | 1     | 0      |
| Sub-18 Portugal   | 2022              | —           | —           | —           | —       | —       | —       | 2         | 0         | 0         | 2     | 0     | 0      |
| Sub-18 Portugal   | Total sel.        | 0           | 0           | 0           | 0       | 0       | 0       | 2         | 0         | 0         | 2     | 0     | 0      |
| Sub-19 Portugal   | 2021-22           | 2           | 0           | 0           | —       | —       | —       | 4         | 0         | 0         | 6     | 0     | 0      |
| Sub-19 Portugal   | 2022-23           | 3           | 0           | 0           | —       | —       | —       | 3         | 0         | 0         | 6     | 0     | 0      |
| Sub-19 Portugal   | 2023-24           | 3           | 0           | 0           | —       | —       | —       | 3         | 0         | 0         | 6     | 0     | 0      |
| Sub-19 Portugal   | Total sel.        | 8           | 0           | 0           | 0       | 0       | 0       | 10        | 0         | 0         | 18    | 0     | 0      |
| Sub-20 Portugal   | 2022              | —           | —           | —           | —       | —       | —       | 2         | 0         | 0         | 2     | 0     | 0      |
| Sub-20 Portugal   | Total sel.        | 0           | 0           | 0           | 0       | 0       | 0       | 2         | 0         | 0         | 2     | 0     | 0      |
| Sub-21 Portugal   | 2023-24           | 3           | 0           | 0           | —       | —       | —       | -         | -         | -         | 3     | 0     | 0      |
| Sub-21 Portugal   | 2024-25           | 2           | 0           | 0           | —       | —       | —       | 3         | 0         | 0         | 5     | 0     | 0      |
| Sub-21 Portugal   | Total sel.        | 5           | 0           | 0           | 0       | 0       | 0       | 3         | 0         | 0         | 8     | 0     | 0      |
| Total selecciones | Total selecciones | 18          | 1           | 0           | 0       | 0       | 0       | 31        | 0         | 0         | 49    | 1     | 0      |
| 1.                |                   |             |             |             |         |         |         |           |           |           |       |       |        |

## Palmarés

### Títulos internacionales
| Título                            | Equipo        | Sede           | Año  |
| --------------------------------- | ------------- | -------------- | ---- |
| Copa Mundial de Clubes de la FIFA | Chelsea F. C. | Estados Unidos | 2025 |

### Títulos nacionales
| Título                      | Equipo         | País     | Año  |
| --------------------------- | -------------- | -------- | ---- |
| Primeira Liga               | Sporting C. P. | Portugal | 2021 |
| Copa de la Liga de Portugal | Sporting C. P. | Portugal | 2022 |
| Primeira Liga               | Sporting C. P. | Portugal | 2024 |
| Primeira Liga               | Sporting C. P. | Portugal | 2025 |

### Distinciones individuales
| Distinción                    | Año  |
| ----------------------------- | ---- |
| Nominado al Premio Golden Boy | 2025 |